# Rhodospatha kraenzlinii
Rhodospatha kraenzlinii Sodiro – gatunek wieloletnich, wiecznie zielonych pnączy z rodziny obrazkowatych, endemicznych dla Ekwadoru, zasiedlających wilgotne lasy równikowe.